# 宣統三年式步槍

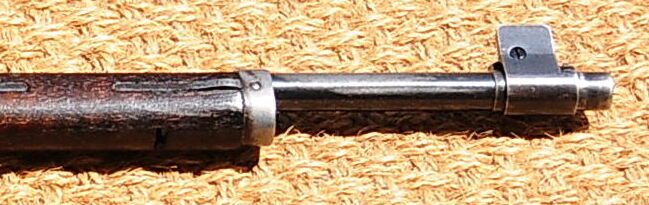
刺刀座特寫。刺刀座明顯縮小許多，卡筍（上缺）與標準G98毛瑟無異

宣統三年式步槍是江南機器製造總局於1911年（宣統三年）以毛瑟M1907型外貿標準步槍為藍本设计的6.8毫米口徑步槍。
兩者基本上大同小異，但宣統三年式步槍在槍機上方由右至左寫上:
- 六密里八口徑
- 宣統三年
- 江南製造局造

根據網上流傳的實物照 （页面存档备份，存于）可知，三年式應該是接近元年式的大環（large ring）毛瑟設計，護手也一如元年式。槍口部分的設計暫且不詳。
毛瑟M1893步槍是德國毛瑟槍廠推出的外銷用步槍，口徑為7毫米口徑，發射7×57毫米子彈。由於主要買主為西班牙軍方故又名西班牙毛瑟槍。該槍以後座力低，彈道平直而命中率高聞名。在波爾戰爭當中被稱為波爾人的南非槍手曾使用此槍重創英軍。
宣統三年式步槍在各方面皆比清軍已大量生產和裝備的漢陽八八式步槍（簡稱「漢陽造」）優勝但可惜生不逢時，隨著清朝倒台，各路軍閥反而對外擴展軍購管道，限制了宣統三年式步槍的後續發展，不單不能動搖「漢陽造」的地位，還有後來出現的元年式步槍更成為其最有力的競爭對手，故最後其產量極少而被遺忘，現在於中華民國國防部軍備局生產製造中心二〇二廠的兵器史蹟館就有收藏。

## 資料
- 口徑:6.8毫米
- 全長:1260毫米
- 槍管長:739毫米
- 槍重:4公斤
- 子彈初速:650米/秒
- 彈葯:6.8×57mm毛瑟
- 作動方式:手動

## 6.8×57毫米尖頭彈
這種6.8×57毫米的尖頭彈的彈殼和毛瑟7.92×57毫米步槍彈相同，彈頭為尖彈而其質量為9.01克，由宣統三年式步槍發射的話其子彈初速為650米/秒。 
不過這種6.8×57毫米的尖頭彈藥也有個缺點，就跟日本三八式步槍的6.5×50mm有坂子彈差不了多少，雖然宣統三年式步槍跟三八式步槍比殺傷力較強，不過也只是稍微強一點點，整體而言還是殺傷力偏弱。